# Divisió de Basti
La divisió de Basti  (hindi: बस्ती तक़सीम, urdú: بستی تقسیم) és una divisió administrativa de l'estat d'Uttar Pradesh a l'Índia, amb capital a Basti.
El 2005 la divisió formaven els districtes següents:
- Districte de Basti
- Districte de Sidhartha Nagar o Sidharthanagar
- Districte de Sant Kabir Nagar.